# Erigeron naudinii
Erigeron naudinii là một loài thực vật có hoa trong họ Cúc. Loài này được (Bonnet) Humbert mô tả khoa học đầu tiên năm 1960.